# كيم سي آه
جو سو مين (بالكورية: 김세아)‏ هي ممثلة وعارضة أزياء كورية جنوبية، ولدت يوم 18 مايو 1973 في سول في كوريا الجنوبية.

## روابط خارجية
- كيم سي آه على موقع IMDb (الإنجليزية)

لم يتم العثور على روابط لمواقع التواصل الاجتماعي.